# Septième Ciel (album)
 (juillet 2018).
Pour les articles homonymes, voir Septième ciel.
Albums de Marc Lavoine
Lavoine Matic
(1996) C'est ça Lavoine
(2000)
Singles
1. Les Tournesols
Sortie : 1999
2. Fais semblant
Sortie : 2000
3. J'écris des chansons
Sortie : 2000

Septième Ciel est le septième album de Marc Lavoine sorti le 31 août 1999 en France.

## Liste des titres
| No  | Titre                         | Auteur                                          | Durée |
| --- | ----------------------------- | ----------------------------------------------- | ----- |
| 1.  | Les Tournesols                | Marc Lavoine, Michel Cœuriot                    | 4:07  |
| 2.  | J'écris des chansons          | Marc Lavoine, Jean-Jacques Goldman              | 4:03  |
| 3.  | Si jamais...                  | Marc Lavoine, Richard Mortier                   | 4:12  |
| 4.  | Fais semblant                 | Marc Lavoine, Pascal Obispo                     | 3:20  |
| 5.  | Je suis fait pour l'amour     | Marc Lavoine, Richard Mortier                   | 4:04  |
| 6.  | J'aime être seul              | Marc Lavoine, Michel Cœuriot                    | 4:11  |
| 7.  | Elle déserte                  | Marc Lavoine, Michel Cœuriot                    | 4:05  |
| 8.  | J'use mes souliers            | Marc Lavoine, Richard Mortier                   | 3:56  |
| 9.  | Je dirai que j'ai rêvé        | Marc Lavoine, Michel Cœuriot                    | 3:39  |
| 10. | Le Bonheur de perdre du temps | Marc Lavoine, Alain Lanty                       | 4:18  |
| 11. | Les Mots                      | Marc Lavoine, Alain Lanty                       | 4:17  |
| 12. | J'entends la musique          | Marc Lavoine, Manolo Rosan, Jean-Pierre Loustau | 4:17  |